# Aliko Dangote
Alhali Aliko Dangote, född 10 april 1957 i Kano i Nigeria, är en nigeriansk affärsman. Han är Afrikas rikaste person.

## Biografi
Aliko Dangote växte upp i en välbärgad muslimsk familj i Kano. Han utbildade sig i företagsekonomi vid Al Azhar-universitetet i Kairo i Egypten och startade därefter ålder ett mindre handelsföretag 1977 med lån av en farbror. Han är numera ägare av Dangote Group, med säte i Nigeria och verksamhet i industriverksamhet som livsmedelsförädling och cementtillverkning, i telekomföretag samt i råvarubranschen i bland andra Benin, Kamerun, Togo, Ghana, Sydafrika och Zambia.
Han har 2014 rankats av Forbes som rikast i Afrika och den 26:e rikaste i världen. Han var en betydande finansiär för Olusegun Obasanjos återvalskampanj 2003.
I november 2021 avled Sani Dangote, vicepresident (VP) för Dangote Group och yngre bror till Aliko Dangote.